# Mollard (cépage)
Pour les articles homonymes, voir Mollard.
Le mollard Nest un cépage noir de cuve originaire des Hautes-Alpes. Il est une des bases de l'encépagement des vins de pays Hautes-alpes (IGP). 

## Origine

### Historique
Cépage très ancien dont les ampélographes situent l'origine dans les Hautes-Alpes.

### Aire de répartition
Il se rencontre dans les vignobles de la haute vallée de la Durance, dans le Gapençais et l'Embrunais. 

### Génétique
Les analyses génétiques ont montré qu'il était très certainement un descendant du gouais B. 

### Clones
Il est inscrit au catalogue officiel des variétés de vigne dans la liste A1. Ce cépage a deux clones agréés : les 993 et 996. 

### Mutation
L'existence du mollard blanc B montre qu'au cours des siècles, des mutations se sont produites. C'est la seule variété conservée en collection.

### Synonymes
Il est aussi dénommé : molar, tallardier, chaliant, cholion, plant de Veynes (Hautes-Alpes), beissier, boissier.
Dans le vignoble de Rioja, un cépage du même nom est cultivé, le molar negro, mais c'est du carignan N. Dans la péninsule Ibérique, le Listan negro est aussi connu sous les noms de molar ou mollar, ou avec les qualificatifs : Mollar de Cadiz, Mollar de Granada, Mollar de Huelva, Mollar Morado, Mollar Negro, Mollar Prieto, Mollar Sevillano, Mollar Zucari.

## Caractères ampélographiques

### Sarment
Le Mollard a le port érigé et les nœuds des sarments moyennement écartés. Les pédoncules, de moyenne force, ont une partie lignifiée et les pédicelles sont courts et assez forts.

### Feuille
Ses feuilles, de moyenne grandeur, sont peu lobées, à dents mousses, duvetées à leur face inférieure. Les pétioles sont légèrement teintés de rouge.

### Grappe
Sa grappe est allongée, cylindro-coniques, garnie de grains arrondis, gros, peu serrés et plus ou moins compacts. Les baies, à peau mince assez résistante, sont d'un noir bleuté, très pruinée, à la chair ferme et juteuse,.

## Aptitudes

### Culturales
Se conduit très bien en gobelet avec une taille courte de préférence. Le débourrement est tardif : 7 jours après le chasselas, et il est de maturité 2e époque tardive : 3 semaines et demie à 4 semaines après le chasselas.

### Sensibilité aux maladies
Ce cépage est sensible à l'oïdium et au mildiou, il peut être atteint par la pourriture grise.

### Sensibilité climatique
Il est assez résistant aux gelées d'hiver.

### Potentiel œnologique
Le Mollard N permet d’élaborer des vins frais, légers, bien colorés, avec une belle couleur grenat et moyennement alcoolique, car l'accumulation des sucres de ce cépage reste modéré. Une bonne acidité sert de support à des arômes d'épices, de vanille et de petits fruits rouges. Ce qui donne un vin agréable à boire et pouvant se garder quelques années.